# Ангел Андреев
Ангел Андреев е български революционер, преспански войвода на Вътрешната македоно-одринска революционна организация.

## Биография
Ангел Андреев е роден на 23 април 1867 година в преспанското село Рудари, тогава в Османската империя, днес Калитеа, Гърция. Учи две години в гръцко училище в Герман, после работи като зидар с баща си в Анадола. През 1888 се връща в Герман и се жени, а от 1892 година работи във Варна, България. Там става командир на 2 чета на стрелческите дружини на Върховния комитет, като след разтурянето на четите и разцеплението във ВМОК застава на страната на Борис Сарафов. На 1 октомври 1902 година влиза в Македония с ревизионната чета на Тома Давидов, с която обикалят Леринско, Кайлярско и обратно в Битолско, където Давидов пада убит. На Смилевския конгрес е избран за преспански войвода, а за долнопреспански – Никола Кокарев.
При вдигането на Илинденско-Преображенското въстание през лятото на 1903 година с първоначално 200 души чета Андреев има план да нападне Пъпли, но Коте Христов осуетява идеята му. На 22 юли напада Шаовци, а на 27 юли повторно напада Пъпли с помощта на Коте Христов и 100 негови четници. Селото е превзето и държано от въстаниците 12 дни. При Щърково Ангел Андреев вади от засада четата на Коте, а след 10 август четите се изтеглят в планините. На 21 октомври разбива обграден турски аскер при Червената стена и след това се среща с Васил Чекаларов в Герман.
На 25 септември Ангел Андреев, заедно със свой другари, се насочва към Гърция. Там е заловен и прекарва известно време в затвор на Трикала, а след освобождението си се установява във Варна.
След престоя си в Гърция Ангел Андреев си спомня, че дава обяснения за националното си самосъзнание и за същността на ВМОРО:
| „ | Караха ни всички един по един да ходим вързани със синджири на ръцете и трѣбваше да минаваме покрай турското консулато, двама по двама на един синджир вързани. На истиндака казах, че съм българин, а не грък, че сме били под патриаршията – селото Рудари – но че сега не зная какви сме; взел съм участие във въстанието. Питаха кой ни купува оръжието – българският ли комитет? от где съм родом? Не ми вярваха, че съм македонец. „Ти си от България“ – казваха. Аз им казах, че имам жена, деца и пр. и им казах да проверят. Те пак не вярват:„Ти лъжеш, вие не се бихте за свобода, а против нас, елинизма, убивахте попове и учители гръцки“. Отговорих, че убиваме шпиони в името на революцията и нашия закон и нищо повече. Посочиха ни гръцки вестник, в който се описвали нашите уж зверски дела. Ние отговорихме, че всичко това е лъжа... | “ |

Пред гръцки журналисти обяснява и характера на въстанието и крайната цел за автономна държава Македония, в която гърци, власи и българи биха били равноправни:
| „ | ...Дойдоха и кореспонденти в затвора. Чудеха се как под диктовката на българите от България ние сме се увлекли да правим въстание. Ние отговаряхме, че нито за Гърция, нито за България, нито за Сърбия работим, а само за Македония. Не в едно лято, а в 10 години сме се приготовлявали и язък за учеността им, че могат да вярват какво в едно лято можело да се подготви такова едно дело – революция, която обедини и гъркомани, и власи и българи в едно против общия враг. Толкова, види се, гърците се интересуваха за Македония, като разбрали за въстанието едвам сега, когато пукна пушката и пр. и пр. Питаха ни кого искаме за княз на Македония; ние сме били исторически свързани с Гърция и трябвало да искаме гръцки княз. Ние отговорихме, че сега не мислим за това; – нека ни помогнат гърците да се освободим, че сетне лесно за това и пр. | “ |